# Copley (West Yorkshire)
Copley – wieś w Anglii, w hrabstwie ceremonialnym West Yorkshire, w dystrykcie metropolitalnym Calderdale. Leży 25 km na południowy zachód od miasta Leeds i 271 km na północny zachód od Londynu. Miejscowość liczy 1541 mieszkańców.